# Audiologia
L'audiologia (del llatí audīre, "escoltar"; i del grec -λογία, -logia) és una branca de la ciència que estudia l'audició, l'equilibri i els trastorns relacionats.
L'audiologia clínica es preocupa principalment per l'avaluació de la funció de l'oïda humana, que afecta la sensibilitat i l'equilibri auditiu. La caracterització de pèrdues específiques d'audició o equilibri facilita el diagnòstic de les deficiències i permet desenvolupar plans de tractament o gestió eficaços.
Els audiòlegs tracten la pèrdua auditiva i prevenen de manera proactiva els danys relacionats. Mitjançant diverses estratègies de proves (per exemple, proves auditives de comportament, mesures d'emissions otoacústiques i proves electrofisiològiques), els audiòlegs poden determinar si algú té una sensibilitat normal als sons. Si s'identifica la pèrdua auditiva, els audiòlegs determinen quines parts de l'audició (freqüències altes, mitjanes o baixes) es veuen afectades, en quin grau (gravetat de la pèrdua) i on es troba la lesió que causa la pèrdua auditiva (oïda externa, oïda mitjana, oïda interna, nervi auditiu i/o sistema nerviós central). Si un audiòleg determina que hi ha una pèrdua auditiva o una anomalia vestibular, proporcionarà recomanacions per a intervencions o rehabilitació (per exemple, audiòfons, implants coclears, derivacions mèdiques adequades).
A més de diagnosticar patologies audiològiques i vestibulars, els audiòlegs també poden especialitzar-se en la rehabilitació de tinnitus, hiperacúsia, misofonia, trastorns del processament auditiu, ús d'implants coclears i/o ús d'audiòfons. Els audiòlegs poden proporcionar assistència auditiva des del naixement fins al final de la vida.